# Maria Maddalena (film 2018)
Maria Maddalena (Mary Magdalene) è un film del 2018 diretto da Garth Davis.
La pellicola è incentrata sulla figura di Maria Maddalena (qui interpretata da Rooney Mara), che seguì Gesù di Nazareth (interpretato da Joaquin Phoenix).

## Trama
Maria, giovane donna rimasta orfana di madre, vive con il padre e i fratelli, che vogliono farla sposare quanto prima. Ella, molto devota sulle prime, accetta, ma poi comprende che c'è un piano, un disegno diverso che la aspetta e si rifiuta, scatenando le ire dei familiari e soprattutto del fratello maggiore, Daniele. Dopo che le viene praticato dai familiari una sorta di esorcismo, ella si chiude nel suo dolore e, solo grazie all'aiuto di Gesù, comprende quale sia il suo vero destino: seguire il Messia e abbandonare la sua famiglia e la città di Magdala. Viene dunque battezzata da Gesù e lo segue insieme agli apostoli nel cammino verso Gerusalemme, l'ultima tappa di Gesù. Comprende presto che il vero obiettivo di Cristo non è rivoluzionare il mondo con la forza, come invece credono gli apostoli, ma far capire agli uomini che occorre accogliere Dio nel proprio cuore per giungere nel Regno dei Cieli.
Maria Maddalena, assieme a Maria, madre di Gesù, assiste alla crocifissione, alla passione e morte di Cristo ed è la prima a scoprirne la resurrezione. Ed è sempre lei a portare agli inconsolabili apostoli la lieta novella e la necessità di annunciare il vangelo alle genti. Pietro non le crede e la accusa di aver indebolito col suo arrivo il gruppo dei 12 e lo stesso Gesù. Alla fine del film, Maria Maddalena comincia ad evangelizzare, seguita dalla mamma di Gesù e da altre donne: "il regno dei cieli è come un seme, un minuscolo granello di senape che continua ad alimentarsi e a crescere..."

## Produzione
Il film è stato principalmente girato nel sud Italia a Matera, Gravina in Puglia, Crispiano, Napoli, San Vito lo Capo, Custonaci e Trapani. Altre riprese sono state effettuate in Spagna e Malta.

## Distribuzione
Il film è stato distribuito nelle sale cinematografiche britanniche il 16 marzo 2018, mentre in quelle statunitensi il 30 marzo dello stesso anno. In Italia è stato distribuito il 15 marzo 2018 dalla Universal Pictures.

## Accoglienza

### Pubblico
Il film ha debuttato nelle sale italiane al quarto posto, incassando circa 600.000 euro nei primi quattro giorni di programmazione.
A livello internazionale la pellicola ha incassato 11.5 milioni di dollari, quasi tutti nel mercato al di fuori degli Usa, dove invece ha guadagnato circa 125.000 dollari.

### Critica
La pellicola è stata accolta tiepidamente dalla critica. Sul sito Rotten Tomatoes ha ottenuto il 46% delle recensioni professionali positive con un voto medio di 5,6 su 10, basato su 39 recensioni.